# Zacni kowboje
Zacni kowboje (Good Old Boys) – amerykański western z 1995 w reżyserii Tommy Lee Jonesa z Sissy Spacek i Terrym Kinney w głównych rolach. Film oparty na książce Elmera Keltona.

## Opis fabuły
Hewey Calloway (Tommy Lee Jones), prawdziwy kowboj z dzikiego zachodu, zjawia się pewnego dnia na rancho u swojego brata Waltera. Gdy Hewey dowiaduje się, iż brat ma poważne problemy finansowe i kłopoty z utrzymaniem rancha, postanawia zostać na dłużej i udzielić mu pomocy. W czasie swojego pobytu u brata poznaje Spring Renfro (Sissy Spacek), która sprawia iż Hewey staje przed trudnym wyborem – wybrać wolność prawdziwego kowboja czy też miłość i domowy spokój.

## Obsada
- Tommy Lee Jones – Hewey Calloway
- Sissy Spacek – Spring Renfro
- Terry Kinney – Walter Calloway
- Wilford Brimley – C.C. Tarpley
- Matt Damon – Cotton Calloway
- Sam Shepard – Tarnell